# Tuda Mangu
Tuda Mangu ou Tuda Mengü, ou Töde Mönke, est un khan de la Horde d'or de 1280 à 1287.
Il succède à son frère Mengü Temür. Le pouvoir effectif est aux mains de Nogaï, qui campe entre le Don et le Donets et fait et défait les khans. Musulman dévot, mais souverain incapable, il doit abdiquer en faveur de son neveu Tula Buqa. 

## Biographie
Tuda Mangu est le fils de Toqoqan et de Khuchukhaduni, le petit-fils de Batu et le frère de Mengü Temür. Il se convertit à l’islam en 1283, et est considéré comme un souverain très pieux.
Nogaï est celui qui influença l'élection de Töde. Lors d'un quriltai en 1283, Nogaï, Töde et Khüinchi formulent une politique commune de réconciliation envers les Toluides, libérant Nomoghan. Khüinchi devient ainsi le principal décideur pour la politique extérieur, se rapprochant aussi de l'Ilkhanat. Dans le même temps, Nogaï avait une volonté expansionniste à l'ouest et avec une ambition de prendre le contrôle de toute la Horde d'or.   
Comme il est très religieux, il ne fait pas preuve d’agressivité concernant l’extension de son territoire, et préfère entretenir de bonnes relations avec le sultanat mamelouk en Égypte, avec lequel il partage un ennemi commun, l'Ilkhanat. Selon Rashid Ad-din, il s’efforce aussi de maintenir de bonnes relations avec Kubilai Khan, et renvoie son fils Nomoghan à la cour de Pékin. Pendant son règne, l’influence de Nogaï à la cour de la Horde d’or augmente, et se manifeste notamment avec une attaque contre la Hongrie en 1284 et 1285. Le khan ne participe pas à la seconde invasions de la Hongrie, ni à la troisième invasion de la Pologne. Cependant son neveu Tula Buqa y partipe sous les ordres de Nogaï. 
Sous l'influence de Nogaï, il abdique en 1287 en faveur de son neveu Tula Buqa.